# Додд, Уильям
Вильям (Уильям) Эдвард Додд (англ. William Edward Dodd; 1869, Клейтон, Северная Каролина — 9 февраля 1940) — американский историк и дипломат.

## Биография

### Ранние годы
Окончил Политехнический университет Виргинии и Лейпцигский университет. На протяжении 1910—1920-х годов профессор истории в Чикагском университете.

### Посол в Германии
Находился в должности посла в Германии с 30 августа 1933 года — по 29 декабря 1937 года; был назначен президентом Франклином Рузвельтом «по рекомендации полковника Хауза и министра торговли Роупера». В должности посла имел разрешение сноситься непосредственно с Белым домом, минуя государственного секретаря Корделла Халла.

#### Оценка намерений нацистов
12 октября 1933 года Додд выступил с речью в Американской торговой палате в Берлине с участием Йозефа Геббельса и Альфреда Розенберга и использовал сложную аналогию, основанную на римской истории, для критики нацистов как «полуобразованных государственных деятелей», одобряющих самодурство тирана. Его взгляды стали более критическими и пессимистичными после Ночи длинных ножей в июле 1934 года, когда нацисты убили видных политических противников, в том числе многих несогласных в самом нацистском движении. Додд был одним из очень немногих дипломатов США и Европы, кто сообщал об опасности власти нацистов. В мае 1935 года он сообщил своему начальству в Госдепартаменте, что Гитлер намеревается аннексировать часть Чехословакии и всю Австрию. Через несколько месяцев он предсказал германо-итальянский союз. В сентябре 1935 года президент написал послу США в Италии Брекинриджу Лонгу, что он и Додд были «гораздо точнее в своем пессимизме за последние два года». чем любой из моих других друзей в Европе". В записке помощнику госсекретаря Р. Уолтону Муру в том же месяце он писал о Додде: «Мы совершенно определённо не хотим, чтобы он рассматривал возможность отставки. Он нужен мне в Берлине».

#### Конфликт с Государственным департаментом
Многие в Государственном департаменте сомневались в пригодности Додда для работы послом. Он не был ни политическим деятелем из тех, что обычно удостаивались такого престижного назначения, ни членом социальной элиты, составлявшей высшие чины дипломатической службы. В Берлине некоторые из его подчинённых были смущены его стремлением жить скромно, ходить без сопровождения по улице и покидать официальные приёмы так рано, что это казалось грубым. Додд считал своё стремление жить на свою годовую зарплату в 17 500 долларов предметом гордости и критиковал шикарный образ жизни других сотрудников посольства.
В начале своего пребывания на посту посла Додд решил не посещать ежегодный съезд нацистской партии в Нюрнберге, и не поддерживать гитлеровский режим. В 1933 году Государственный департамент оставил решение за ним, и другие послы, в том числе послы Франции и Великобритании, последовали политике Додда. Однако, поскольку нацистская партия пришла к власти, Государственный департамент предпочёл, чтобы Додд присутствовал на съезде. Давление Государственного департамента возрастало с каждым годом, пока в 1937 году Додд не решил избежать присутствия на съезде НСДАП, уехав в это время в США.

#### Марта Додд
Дочь Додда Марта симпатизировала нацистам, но после Ночи длинных ножей 30 июня 1934 года её отношение к ним изменилось. В Германии она заводила многочисленные романы с мужчинами из окружения отца. Среди прочих, спала с другом Геринга Эрнстом Удетом и имела долговременную связь с видным нацистом Эрнстом Ганфштенглем. Он пытался сблизить  Марту с Гитлером. Генкосул США в Германии Мессерсмит в письме Джею Пьерпонту Моффату, руководителю управления по делам Западной Европы Госдепартамента (под грифом «Лично.
Конфиденциально») сообщал, что отношения Марты с нацистами (и то, что Марта их не скрывала) вынуждали дипломатов и других информаторов проявлять осторожность, сообщая Додду различные сведения. 
В 1934 году начались её романтические отношения с советским дипломатом и разведчиком Борисом Виноградовым (позже они намеревались вступить в брак). По предложению Виноградова, она стала сотрудничать с советской разведкой. Виноградов был отозван из Берлина в 1936 году.

### По возвращении в США
В 1937 году Додд ушёл с поста посла в Берлине; на его место Рузвельт назначил Хью Вильсона, профессионального дипломата. Покинув свой пост, Додд занял должность в Американском университете в Вашингтоне, округ Колумбия, а также провёл кампанию по предупреждению об опасностях, исходящих от Германии, Италии и Японии, и подробным расовым и религиозным преследованиям в Германии. Он предсказал агрессию Германии против Австрии, Чехословакии и Польши.
Позже Додда прозвали Кассандрой американской дипломатии. Он основал «Американский совет по борьбе с нацистской пропагандой» и вступил в «Американское общество друзей испанской демократии».

## Семья
Семья, дочь Марта и сын Уильям (Билл).

### Комментарии
1. ↑  Марта выглядела моложе своих лет и выдавала себя за невинную девушку, в то время, как она уже успела побывать замужем и владела изощрённой техникой секса.  Писатель Томас Вулф позже сообщал другу, что она «порхала вокруг его члена, как бабочка»[13]